# Étienne Marcel

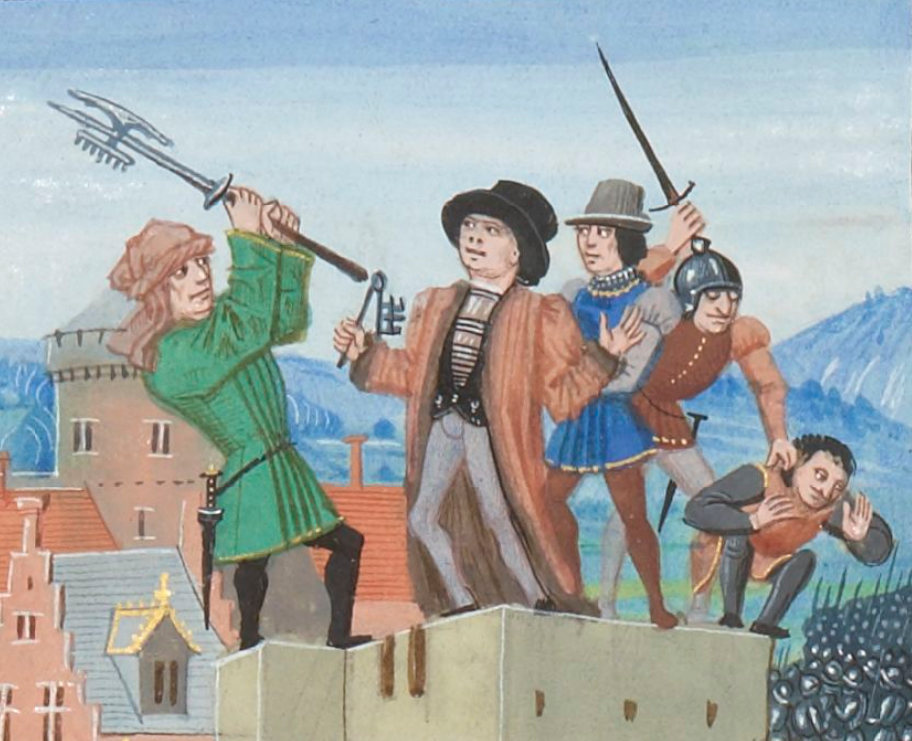
Asasinarea lui Étienne Marcel, Cronicile lui Froissart, sec. al XV-lea

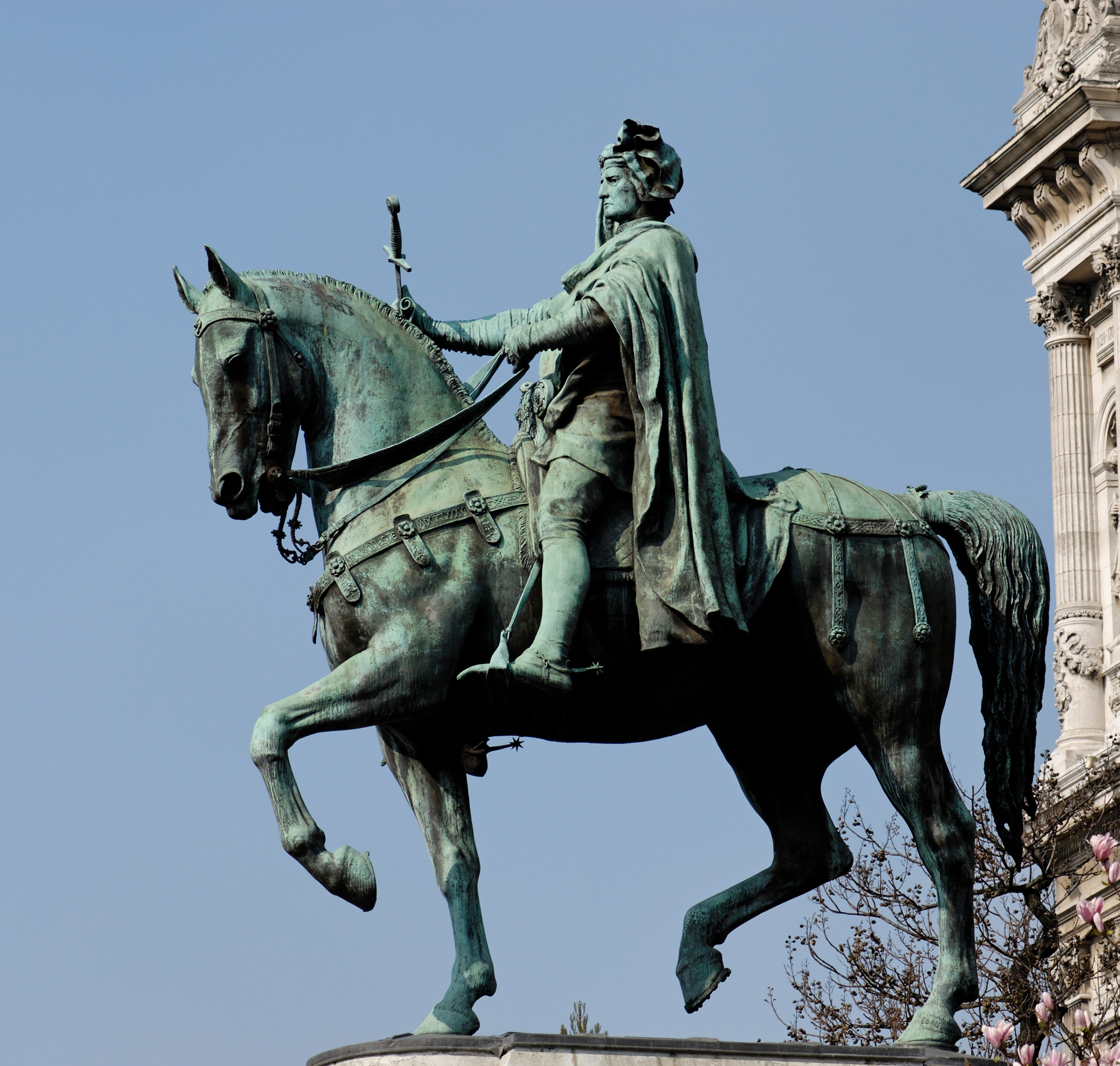
Statuia lui Étienne Marcel lângă Primăria Parisului, 1880

Étienne Marcel (n. de prin 1316 – d. 31 iulie 1358) a fost un om de stat francez din timpul Războiului de 100 de Ani. Ales starostele neguțătorilor (în franceză prévôt des marchands) ai Parisului în 1355, a declanșat o mișcare de revolt în 1358 și a fost asasinat.

## Biografie
S-a născut într-una din cele mai bogate familii burgheze din Paris, vânzători de stofe și schimbători de bani. Era ginerele lui Pierre des Essarts, mai întâi om de încredere al regelui Filip al VI-lea al Franței, apoi dizgrațiat, aruncat în închisoare și sancționat cu o amendă colosală după dezastrul de la Crécy. Când Des Essarts a murit de moartea neagră în anul 1349, Étienne Marcel a considerat mai prudent să refuze moștenirea. Totuși, Des Essarts a fost reabilitat trei ani mai târziu și amenda de 50.000 monede de aur a fost rerambursată unui alt ginere. Astfel Étienne Marcel a ajuns să simtă o mare înverșunare împotriva puteri regale.
În 1355, în vreme Războiului de 100 de Ani, a fost ales de colegi starostele neguțătorilor, în momentul respectiv un fel de primar Parisului. În timp ce regele Ioan al II-lea era prizonier englezilor, Étienne Marcel a aparat interesele a burgheziei Parisului împotriva Delfinului Carol, viitorul rege Carol al V-lea, care vrea să mărească impozitele pentru a finanța războiul. În anul 1357 a contribuit să-i impună acestuia, în cadrul Stărilor Generale, așa-numita Mare Ordonanță, care prevede reorganizarea profundă a administrării regatului.
Pentru să învinge opoziția lui Carol, a declanșat în 1258 o răzvrătire urbană. Aliat cu regele Navarriei, Carol cel Rău, și cu 3.000 de partizani înarmați, a invadat rezidența regală, Palatul Orașului. Două mareșali au fost uciși în prezența Delfinului Carol, care a fost forțat să se acopere cu o pălărie roș-albastru, culorile Parisului. Totuși, în timp ce Étienne Marcel participă la Stările Provinciale din Champagne, Delfinul a părăsit Parisul, a strâns trupe și a revenit pentru a asedia capitala. Mercenari englezi au fost recrutați pentru a apăra orașul, ceea ce a stârnit ostilitatea parisianilor. În cele din urmă, Étienne Marcel a fost asasinat de un fost prieten, Jean Maillart.

## Posteritate
A făcut obiectul al mai multor opere istorice. În timpul Revoluției franceze a fost considerat un precursor, care s-a împotrivit opresiunii regale. Dimpotrivă, a fost perceput un trădător și un răzvrătit periculos în timpul Restaurației, al Monarhiei din Iulie și al celui de-al Doilea Imperiu. Sub a Treia Republică Franceză a fost celebrat din nou ca un erou. În 1879 compozitorul francez Camille Saint-Saëns i-a consacrat o operă în patru acte. În anul 1881 și-a dat numele unei străzi în cartierul Les Halles, și o statuie ecvestră din bronz, realizată de sculptorii Jean Idrac și Laurent Marqueste, i-a fost ridicată în 1888 lângă Primăria Parisului. O stație pe linia 4 a metroului din Paris îi poartă numele.